# Peggy Huynh Kinh
Peggy Huynh Kinh est une designer française et styliste. Née dans le 17e arrondissement de Paris d’une mère française et d’un père sino-vietnamien, elle collabore avec de nombreuses maisons de couture et de prêt-à-porter dont Madame Grès, Balmain, Céline et Cartier. Elle lance en parallèle sa marque en nom propre en 1996.

## Biographie
Diplômée de l'école Penninghen après des études secondaires au lycée Racine à Paris, Peggy Huynh Kinh commence sa carrière dans une agence d’architecture avant de bifurquer vers la mode. Madame Met lui donne sa chance en l’intégrant au studio de la Maison Torrente.
Elle entre ensuite, avant 1980, au studio de la maison de couture Grès. Elle travaille sur les premières collections de prêt-à-porter en tant que directrice artistique auprès de Madame Grès, dont elle fut l’unique collaboratrice.
Elle est nommée directrice artistique chez Pierre Balmain pour le prêt-à-porter féminin et les studios de licences accessoires femme et maison. Elle y observe ses artisans, ses industriels, leurs techniques et leur savoir-faire, tous étroitement liés au développement commercial de la haute couture.
Peggy Huynh Kinh est nommée par Bernard Arnault directrice artistique de Céline pour moderniser la marque après son rachat à Céline Vipiana en 1987 par LVMH,. Elle est la première créatrice à intégrer la maison. Elle innove le concept de collections saisonnières d’accessoires à la manière du prêt-à-porter.
Suivront des collaborations avec des marques comme Jean Patou, Cartier, Dunhill, Mugler, Cristofle, Baccarat, Zegna, Swarovski, Elie Saab ou encore Lacoste.

## La marque
En 1996, Peggy Huynh Kinh crée la marque qui porte son nom, pour laquelle elle développe une ligne bijoux, de vêtements, d’accessoires et de maroquinerie axées sur la qualité des matériaux et sur l’innovation du savoir faire et des formes. Ses créations sont réalisés comme des objets de design avec une construction architecturale. Ils sont élaborés selon un cahier des charges précis : une considération particulière pour le confort, une priorité pour les détails discrets et une justesse des proportions dont la forme découle de la fonction.
Peggy Huynh Kinh est la première créatrice à détourner les sacs papier et plastique du quotidien en version cuir. Le sac de supermarché devient par exemple le Market et le sac en papier kraft le Doggy Bag,.
Avec le sac Origami, elle explore la technique du même nom, toute la difficulté résidant dans sa mise en pratique avec du cuir sans l’abîmer ni le déformer. Le pliage s’inscrit dans une démarche ludique et fonctionnelle, on[Qui ?] plie ses sacs pour les ranger et les transporter, on[Qui ?] les déplie au gré de leur usage.
Elle développe sa maroquinerie avec une ligne de sacs destinés aux acteurs du graphisme et de l’architecture, designers et stylistes, avec de grandes pochettes plates du format 33 tours au format raisin pour la présentation de projets graphiques. Elle décline protège-cahiers, classeurs, enveloppes et porte-documents dans les mêmes cuirs.
En 1997, Peggy Huynh Kinh ouvre sa première boutique rue François-Ier à Paris. Elle saute la Seine en 2000 pour s’installer à Saint-Germain-des-Prés. Peggy Huynh Kinh restructure les volumes de ce nouvel espace en cohérence avec ses créations. En 2002, la boutique se déploie pour recevoir un espace consacré à l’homme.
En 2005, une troisième boutique s’ouvre dans la même rue pour y accueillir un sur-mesure féminin à la croisée de la haute couture et du tailleur pour homme, pour habiller les femmes au quotidien.

## Collaborations

### Directrice artistique
- Cartier (1992-2002) : joaillerie, maroquinerie et foulard
- Céline (1987-1992) : accessoires, bijoux et prêt-à-porter
- Pierre Balmain (1982-1986) : prêt-à-porter, bijoux, accessoires et licences femme, accessoires maison

### Designer

#### Prêt à porter
- Grès (1979-1980)
- Torrente (1976-1978) : studio, prêt-à-porter et accessoires

#### Joaillerie/bijoux
- Georg Jensen (2008-2012) : joaillerie
- Christofle (2006-2012) : bijoux et art de la table
- Baccarat (2006-2008) : bijoux
- Swarovski (2000-2002) : bijoux

#### Maroquinerie / accessoires
- Depuis 2018 : Melissa (sacs, bijoux et accessoires femme)
- Depuis 2010 : Lacoste (maroquinerie femme)
- Entre 1992 et 2019, elle collabore avec Jean Patou (maroquinerie, accessoires et foulard), Berluti (ceintures) , Thierry Mugler, Dunhill (maroquinerie, bijoux et accessoires), Swarovski, E. Zegna, Tag Heuer (sacs et blousons), Shangai Vive (accessoires), Giorgio Armani, Elie Saab, Au Départ et Mark Cross (maroquinerie femme).

#### Chaussures
- Depuis 2018 : Melissa
- 1980-1982 : Sidonie Larizzi